# Flexator

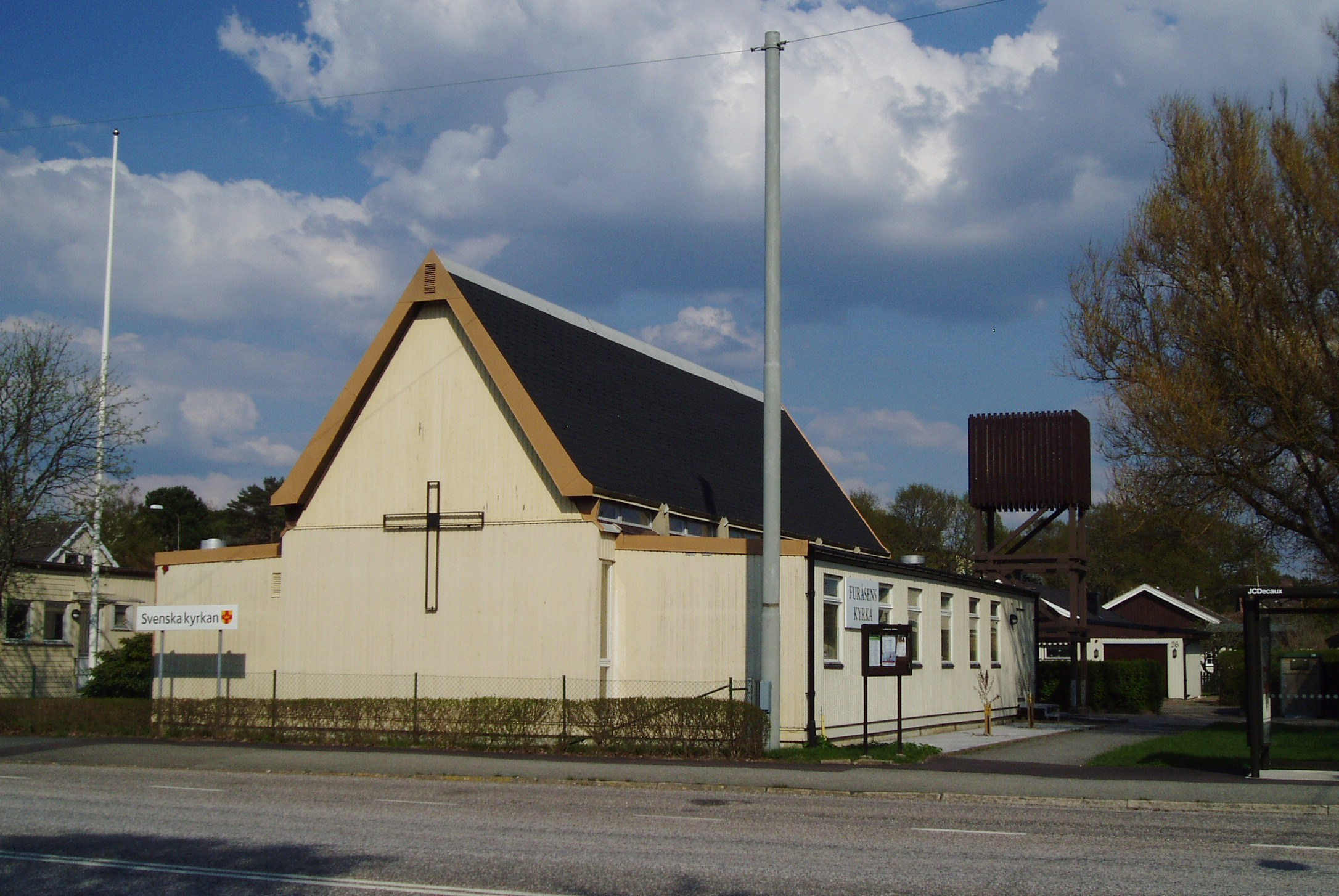
Furåsens kyrka, prototyp för vandringskyrka byggd 1965 av dåvarande Oresjö fabriker AB.

Flexator AB var ett svenskt industriföretag som tillverkar modulära typhus för skolor, förskolor, kontor och boende. Företaget hade produktion i Smålands Anneberg, Gråbo i Lerums kommun och Eslöv.
Flexator grundades 1956 av Sigge Oresjö i Anneberg under namnet Oresjös fabriker AB för att tillverka flyttbara bostäder för anläggningsarbetare. Företaget namnändrades senare till Oresjös Sektionshus, därefter till Sektionsbyggarna samt 1990 till Flexator.
Sigge Oresjö sålde företaget till Skanska 1980. Det ägdes mellan 2014 och 2018 av Ikea Investments AB. Ny ägare från och med 1 november 2018 är Cramo Group.
I slutet av 2021 meddelade man att Flexator skulle lägga ner produktionen på grund av bristande lönsamhet. Flexator lades ner i slutet av mars 2022.